# Альседжяйское староство
Альседжяйское староство (лит. Alsėdžių seniūnija) — одно из 11 староств Плунгеского района, Тельшяйского уезда Литвы. Административный центр — местечко Альседжяй.

## География
Расположено на западе Литвы, в северо-восточной части Плунгеского района, на Жемайтской водораздельной гряде Жемайтской возвышенности.
Граничит с Паукштакяйским староством на западе и юге, Жемайчю-Калварийским — на западе и севере, Ришкенайским староством Тельшяйского района — на юго-востоке, и Гадунавским староством Тельшяйского района — на востоке.

## Население
Альседжяйское староство включает в себя местечко Альседжяй, 12 деревень. В Альседжяе находится костёл XVIII века.